# Peñalmonte
El monte de Peñalmonte se encuentra en la sierra de Peñalmonte, en la comunidad autónoma de La Rioja, España.
Desde arriba podemos ver una vista panorámica de todo el valle del río Cidacos.
- Datos: Q6073976